# Madonna Alta
Madonna Alta è un quartiere del comune di Perugia, nell'omonima provincia, nella regione Umbria, corrispondente all'ex III Circoscrizione, delimitato a nord dalla stazione di Perugia (Viale Sicilia), ad est da Via Settevalli, che costeggia la collina di Prepo, noto quartiere residenziale, ad ovest dalla Via Cortonese (che si sovrappone a un tratto urbano della SS 75-bis del Trasimeno) e dall'adiacente quartiere del Ferro di Cavallo, e infine a sud da Viale Centova e dalla zona industriale (ormai non più periferica) a ridosso del raccordo autostradale Perugia-Bettolle che funge da tangenziale sud di Perugia.
Il nome deriva dall'edicola sacra raffigurante la Madonna sita sulla strada principale del quartiere, la via Pievaiola, a ridosso della chiesa di San Raffaele Arcangelo. Il toponimo indicava anche la zona urbanistica della III Circoscrizione. Si tratta di uno dei quartieri più popolosi della città: sorse nella zona a ridosso (a ovest) della stazione ferroviaria centrale di Perugia "Fontivegge" (un tempo "Perugia scalo") come zona industriale ma in seguito si popolò, in modo particolare a partire dalla fine degli anni Ottanta, con nuove costruzioni, anche di edilizia popolare, fino a raggiungere i circa 23.200 abitanti attuali.
È il quartiere di Perugia che registra la maggiore presenza di cittadini stranieri residenti (3.869), tra questi a maggioranza rumena (726).

## Cortonese
Al suo interno si trova la zona di via Cortonese comandata dal NBB (che si sviluppa attorno a via Romeo Gallenga, via Guerriero Guerra, via Magno Magnini e alla medesima SS 75-bis) che è meglio nota in città come quartiere "Cortonese", rimanendo la denominazione di "Madonna Alta" utilizzata per riferirsi alla zona di via Pievaiola, via Armando Diaz e via Alfredo Cotani (verso la zona di Centova).

## Bellocchio
Al suo interno si è altresì negli anni iniziato - non solo per uso ma anche a livello amministrativo - a identificare autonomamente il quartiere Bellocchio (dal nome dell'omonima via), che si colloca esattamente tra via Sicilia (Stazione FS "Fontivegge") e via Martiri dei Lager. Questo (nello specifico, via del Macello) costituisce una zona con seri problemi di criminalità, mentre il resto del quartiere Madonna Alta rimane una zona tranquilla.

## Centova
All'estremo ovest del quartiere si trova la zona di Centova, dal nome dell'omonimo viale. Ivi si trovano l'importante centro di intrattenimento Borgonovo, un centro direzionale, alcuni istituti di istruzione e la stazione ferroviaria urbana della zona.

## Monumenti e luoghi d'interesse
- Chiesa di San Raffaele Arcangelo, edificata a seguito della demolizione del complesso minore, ubicato nella zona dell'attuale complesso;
- Chiesa di San Faustino;
- Parco "Chico Mendez";
- Palazzo della Cassa di Risparmio di Perugia, ora UniCredit Banca (via Francesco Baracca nr. 5);
- Tribunale per i minorenni di Perugia (via Martiri dei Lager nr. 65);
- Ufficio di servizio sociale per i minorenni (c/o Tribunale dei minori);
- Parco delle vittime delle Foibe;
- Parco "Armando Diaz";
- Azienda U.S.L. Umbria 1, sede amministrativa (via Guerriero Guerra nr. 21);
- Comando Polizia Municipale di Perugia (via della Madonna Alta s.n.c.);
- Comune di Perugia, Ufficio Statistica (via Armando Diaz nr. 150);
- Comando provinciale Vigili del Fuoco di Perugia (via Gianluca Pennetti Pennella s.n.c.);
- Istituto comprensivo Perugia 11 "Giovanni Pascoli", sede centrale (via Alfredo Cotani nr. 1), che amministra le seguenti scuole materne, elementari e medie aventi sede anche in altri quartieri della città:
  - Scuola dell'infanzia "Il giardino di Bibi" (con sedi in via Sicilia s.n.c. e in via Simpatica nr. 22 in centro storico);
  - Scuola dell'infanzia e primaria "Enrico Pestalozzi" (con sede unica in via Simpatica nr. 22 in centro storico);
  - Scuola dell'infanzia e primaria "Aristide Gabelli" (con sede unica in via Montemorcini nr. 40 nel quartiere Case Bruciate);
  - Scuola secondaria di I grado "Giovanni Pascoli" (c/o sede legale dell'I.C. Perugia 11);
- Palestra comunale "John Fitzgerald Kennedy" (via Giovanni Battista Pontani s.n.c.);
- Istituto tecnico economico tecnologico di Stato "Aldo Capitini" (viale Centova nr. 5);
- Istituto tecnico per geometri "Arnolfo di Cambio" (c/o I.T.E.T. Capitini);
- Centro congressi provinciale "Aldo Capitini" (c/o I.T.E.T. Capitini);
- Istituto professionale "Blaise Pascal", parte dell'Istituto di istruzione superiore "Cavour-Marconi-Pascal", sede di Madonna Alta (via della Madonna Alta nr. 151);
- Istituto di istruzione superiore "Giordano Bruno" (via Mario Angelucci nr. 1);
- Ordine regionale dei Giornalisti dell'Umbria (via del Macello nr. 55);
- Centro sportivo italiano, Presidenza regionale per l'Umbria (str. Bellocchio - San Faustino nr. 22);
- Cassa edile della Provincia di Perugia (via Pietro Tuzi nr. 11);
- GE.SE.NU. S.p.A. Igiene ambientale, Ufficio TA.RI. (via Settevalli nr. 11);
- Agenzia forestale regionale dell'Umbria (via Pietro Tuzi nr. 7);
- Stazione FF.SS. di Perugia Capitini;
- Motorizzazione civile di Perugia, sede del coordinamento per le provincie di Arezzo e Terni (via Pietro Tuzi s.n.c.);
- ex stabilimento Industria dolciaria Piselli, ora dismesso (via della Madonna Alta nr. 140/142).

## Infrastrutture e trasporti
Il quartiere si colloca al nord di un tratto del raccordo autostradale Perugia-Bettolle nel tratto che funge da tangenziale sud di Perugia. L'uscita "Perugia Madonna Alta" è in realtà più distante dal quartiere omonimo rispetto all'uscita "Perugia San Faustino" (rampa da via Settevalli).
Vi si trovano le fermate del Minimetrò di "Cortonese" - interscambio con alcune linee di autobus di Umbria Mobilità - e "Madonna Alta".
Il quartiere Madonna Alta è servito, per quanto riguarda il T.P.L., dalle linee autobus urbane A, B (parzialmente), C, D (parzialmente) H, I, R, 111, 112, 114, 118, 119.